# Players Championship de 2013
O Players Championship de 2013 foi a quadragésima edição do Players Championship, realizada entre os dias 9 e 12 de maio no PC Sawgrass de Ponte Vedra Beach, na Flórida, Estados Unidos.
Tiger Woods ganhou seu segundo título do Players Championship, duas tacadas à frente dos vice-campeões David Lingmerth, Jeff Maggert e Kevin Streelman.

## Local do evento
Esta foi a trigésima quarta edição realizada no campo do Estádio TPC Sawgrass, em Ponte Vedra Beach, Flórida.